# Ахтырский слободской казачий полк

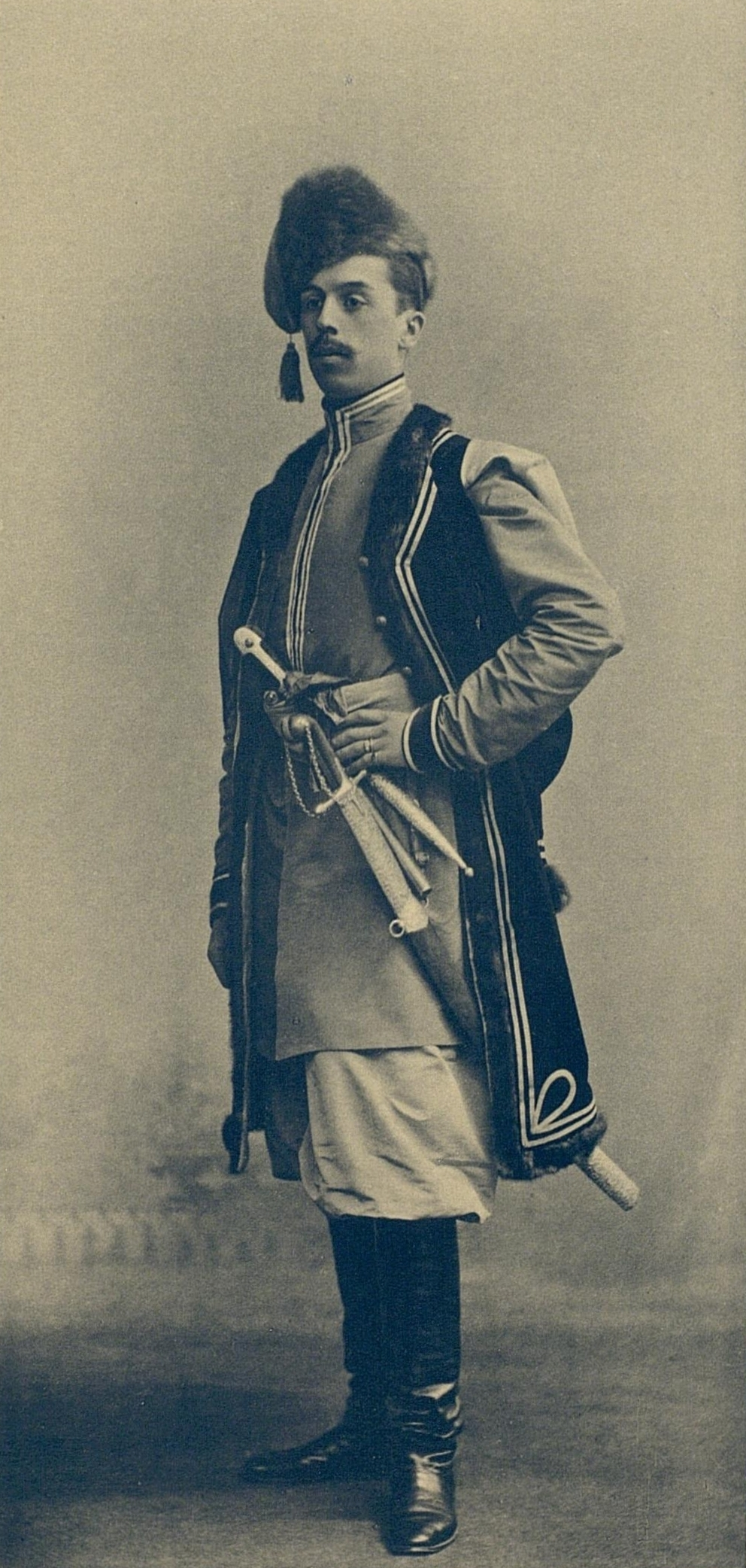
Корнет Короченцов в одеждах хорунжего Ахтырского полка.

Ахтырский слободской казачий полк — слободской казачий полк, административно-территориальная и военная единица на Слобожанщине.
Полковой центр — город Ахтырка. Полк появился между 1655 и 1658 годами. Дата возникновения полка точно не документирована. Как Ахтырский казачий полк, так и его преемник — Ахтырский 12-й гусарский полк — официально вели своё основание от 1651 года. Ахтырский слободской казачий полк был окончательно сформирован в 1658 году, при царе Алексее Михайловиче, в составе Белгородского разряда. Основной и наследственный кадр полка составили переселенцы с Левобережной и Правобережной Украины, известные под именем черкас.
Исторические судьбы Ахтырского полка неотделимы от судеб других слободских казачьих полков. Вместе они составляли Слободское казачье войско, оно же — Слобожанщина. То было несуверенное государство, вассальное по отношению к Русскому царю, но со своим особым законодательством. Слободская (Слобожанская) юридическая система резко отличалась от русской и частично — от правовых систем других казачьих войск… За свою более, чем вековую историю, Ахтырский слободской казачий полк принял участие в многочисленных схватках с крымскими татарами, в Чигиринских походах, в Северной войне. В 1718 году Ахтырский полк участвовал в строительстве Царицынской сторожевой линии. Ахтырский казачий полк — один из четырёх полков СЛКВ, просуществовавших непрерывно от начала и до конца.
Конец СЛКВ наступил нежданно-негаданно. 26 июля 1765 года Манифестом «Ея императорского Величества Екатерины Второй» чисто-военное полковое устройство Слобожанщины преобразуется в военно-гражданское, управление территорией реформируется с учётом специфики Слобожанщины: созданные провинции территориально полностью соответствуют полкам. Учреждается Слободская губерния, в которую входят территории пяти бывших полков (Ахтырского, Сумского, Харьковского, Изюмского и Острогожского). Упраздняется казачье звание.

## Начало Ахтырки
Первое упоминание Ахтырки относится к 1641 году, тогда ещё город входил (реально или номинально) в состав Речи Посполитой. После Поляновского мира (1634 год) был подписан договор о размежевании земель между Речью Посполитой и Московским царством. Размежевание происходило в 1635—1648 годах. По этому договору Ахтырка отошла Московскому царству. Г. Ф. Квитка-Основьяненко представлял предысторию Ахтырки следующим образом: 
Ахтырка из прежнего татарского укрепления, опустевшая и считавшаяся в польском владении, возобновлена укреплением, и по многолюдству начала почитаться городом с 1645 года.
 Не всё ясно с этимологией. Хотя можно предположить, что казаки нарекли вновь приобретённую крепость в честь хорунжего Ахтырки (сподвижника гетмана Якова Острянина), растерзанного в 1641 году железными когтями в Варшаве.

## Предыстория и ранняя история Ахтырского полка
Заселение будущих полковых земель переселенцами с территории Речи Посполитой, происходило на фоне непрекращавшихся боевых действий на территории Поднепровской и Западной Украины, отягощенных карательными экспедициями Речи Посполитой, а чуть позже (что ещё страшнее) — братоубийственной гражданской войной, с привлечением иноземных войск (татар и турок).
Причины массовой волны переселения с Левобережной — а ещё более с Правобережной — Украины на территорию Русского Царства, на границу с Диким полем, заключаются в поражении войск Хмельницкого под Берестечком в 1651 году. После той злосчастной битвы Западная часть Украины по польско-казацкому договору была закреплена снова за Речью Посполитой. В связи с чем, Гетман Богдан Хмельницкий издал универсал, разрешающий гражданам переселяться на земли Московского государства.
После смерти гетмана Богдана Хмельницкого, власть на Украине перешла в руки гетмана Ивана Выговского, коего считали настроенным про-польски. Начался период гражданских войн (1657—1658) между сторонниками московского и польского курса. Население Украины снова начинает убегать на более спокойные российские территории.

## Структура Ахтырского полка

### Полк
Во главе полкового управления стояли выборный полковник, позже наказной и полковая старшина. Избирались они не на ограниченное время, а пожизненно. Однако они могли быть лишены должности российским царем (позже императором), а также решением собрания старшины (что бывало очень редко в масштабах не только Слобожанщины, но и Гетманщины).
В отличие от воевод-полковников Древнерусского периода, и полковников регулярных армейских частей, полковник слободского казачьего полка представлял одновременно административную и военную власть. Полковник имел право издавать указы, за своей подписью — универсалы (как в Гетманщине). Символами полковничьей власти (клейнодами) были шестопёр (пернач, разновидность булавы шестигранной формы), полковая хоругвь, полковничья печать.
Полковая старшина (штаб) состояла из шести человек: полковой обозный, судья, есаул, хорунжий и два писаря.
- Полковой обозный — первый заместитель полковника. Заведовал артиллерией и крепостной фортификацией. В отсутствие полковника замещал его, но не имел права издавать приказы-универсалы (в отличие от наказного полковника).
  - Также существовала временная должность — наказной полковник. Он исполнял обязанности полковника при выступлении сводного казачьего отряда в поход или замещал полковника в случае невозможности исполнять им своих обязанностей.
- Судья — заведовал гражданским судом в полковой ратуше.
- Есаул — помощник полковника по военным делам.
- Хорунжий — командир «хорунжевых» казаков, охраны полковника и старшины. Заведовал полковой музыкой и отвечал за сохранность хоругви (знамени полка).
- Писари — секретари в ратуше. Один заведовал военными делами, второй — гражданскими.

### Сотни
Полк делился на сотни.
Сотня — административно-территориальная единица в составе полка. Сотня возглавлялась сотником. Он обладал широкими военными, административными, судебными и финансовыми полномочиями. Первоначально избирался казаками сотни. Позже избирался сотенной старшиной и утверждался полковниками из числа старшины.
Сотенная старшина (штаб) состояла из сотника, сотенного атамана, есаула, писаря и хорунжего. Должности по обязанностям совпадали с полковыми:
- Сотенный атаман — заместитель сотника. Воплощал в себе обязанности обозного и судьи на сотенном уровне.
- Есаул — помощник сотника по военным делам.
- Писарь — секретарь.
- Хорунжий — заведовал флагом сотни, на котором изображалась эмблема сотни, в основном христианская. Это могли быть крест, ангел, ангел-хранитель, архангел Михаил, солнце (Иисус Христос), Дева Мария, а также воинские атрибуты. С 1700-х годов знамёна становятся двухсторонними — на каждой стороне разное изображение. Также на нём обозначались полк и название сотни.

## Список сотен

Карта земель Ахтырского слободского казацкого полка, составленная в 1725 году геодезистом Яковом Есеневым

В 1732 году в состав полка входили 20 сотен:
- Ахтырские (Ахтырка) — 10 сотен
- Богодуховская (Богодухов)
- Боромлянская (Боромля)
- Грайворонская (Грайворон)
- Коломакская (Коломак)
- Колонтаевская (Колонтаев)
- Котельвецкая (Котельва)
- Ольшанская (Олешня)[7]
- Краснокутская (Краснокутск)
- Мурафская (Мурафа)
- Рублевская (Рублёвка)
- Хухрянская (Хухря)

На этот же год в составе полка были 13 городов и местечек, 63 сел и слобод и 11 хуторов.

## Воеводы
Как и в некоторых других Слободских казачьих полках (в Харьковском и Острогожском), в Ахтырке находился воевода (представитель центральной власти). В его обязанности входило следить за состоянием Ахтырской крепости, также ему подчинялись российские служилые люди (в отличие от казаков, которые не были в его ведении). Но ввиду того, что круги обязанностей воеводы и полковника не были четко очерчены, между ними зачастую возникали конфликты.

## Полковники
- Иван Гладкий с1658. Считается первым Ахтырским полковником[8][9], в дальнейшем был полковником на Запорожской Сечи[10].
- Иван Донец — ок. 1658 года. Ахтырский полковник (или наказной полковник)[11]
- Зиновьев Демьян 1668—1669 гг.(похвальная грамота от государя от 19 февраля 1668 года, грамота о привилегиях от 23 апреля 1669 года)[12]
- Николай Матвеевич — 1677—1679 год — Ахтырский полковник[13]
  - Влас Андреевич — XVII в., наказной — Ахтырский полковник при полковнике Николае Матвеевиче
- Феодор Сагун — 1680—1681 гг. Ахтырский полковник
- Иван Перекрестов — 1681—1704 года (с перерывами). Стольник и — Ахтырский полковник (грамота о привилегиях от 28 февраля 1700 года).[14]
  - Прокофьев Андрей — кон. XVII в., наказной — Ахтырский полковник (при полковнике И. И. Перекрестове)
  - Несвятипасха Андрей Прокофьевич — 1691,1691 гг., наказной — Ахтырский полковник (при полковнике И. И. Перекрестове и Р. Г. Кондратьеве)[15]
  - Александр Иванович 1697,1703 г., наказной — Ахтырский полковник (при полковнике И. И. Перекрестове)
  - Перекрестов Даниил Иванович — в 1704 году наказной — Ахтырский полковник (по решению императора Петра I)
- Осипов Фёдор Осипович — в 1694, 1704—1711 годах стольник и — Ахтырский полковник (харьковский полковой писарь в 1690—1694 гг.). Позже бригадир слободских полков (с 1711 года)[16].
  - Кондратьев Андрей Герасимович — в 1708 году наказной — Ахтырский полковник (при полковнике Ф. О. Осипове). Убит промазепинскими бунтовщиками.
- Осипов Максим Федорович с 1711 года.
  - Негребецкий Степан — в 1710,1711 году наказной — Ахтырский полковник
- Кондратьев Роман Герасимович — 1691,1699 год[17] Назначен императором Петром І взамен смещённого Перекрестова И. И. (сын Сумского полковника Герасима Кондратьева)
- Лесевицкий Алексей Леонтьевич — 1724—1734 гг Ахтырский полковник
- Лесевицкий Иван Алексеевич — Ахтырский полковник (грамота о привилегиях от 22 ноября 1743 года)
- Лесевицкий Константин Алексеевич — Ахтырский полковник
- Лесевицкий Георгий (Юрий) Алексеевич — Ахтырский полковник
- Боярский Михаил Иванович- последний Ахтырский полковник (1765). Вступил во вновь созданный гусарский полк в чине подполковника.

## Семейственность старшины
В современной украинской исторической литературе считается, что казачьи (гетманские и слободские) полки были вольными, и полковников избирали свободно. На практике это не всегда соответствовало действительности. Должность полковника всегда пытались передать по наследству. Из полковой и сотенной старшины (административно-военное руководство полка) сложились несколько родов, которые фактически по наследству передавали должности. Так, как старшина полка распоряжалась и гражданской и ратной жизнью полка, то в её руках находились большие денежные суммы, выделяемые Российским правительством на строительство, оружие и содержание полка. Так же в её ведение были земельные вопросы. Повсеместно отмечены факты отчуждения полковых земель в личную собственность представителями казачье-старшинских родов, многие же казаки (жившие на этих землях) превращались, по сути в батраков.
Из ахтырских старшинских родов (имевших доступ к полковничеству) можно назвать Лесевицких, Перекрестовых (Ахтырско-Сумской род), Осиповых (родственных Перекрестовым).
Факты передачи полковничьей власти можно проследить на данных примерах.
- Перекрёстов Иван Иванович- представитель Сумского старшинского (полковничьего) рода.
- Осипов Федор Осипович- представитель родственного Перекрёстовым рода.
- Лесевицкие — Иван, Константин и Георгий Алексеевичи, Ахтырские полковники — сыновья Ахтырского полковника Лесевицкого Ивана Леонтьевича.
- Так же на 1765 год[18] полковым обозным являлся Степан Лесевицкий.

Такая же семейственность наблюдалась и на сотенных уровнях.

## Преобразование полка в регулярный

«Карта слободских полков Харьковского, Сумского, Ахтырского, Изюмского и Острогожского. 1764 год». Альбовский, Евгений Александрович «История Харьковского слободского казачьего полка. (1651—1765 гг.)» — Харьков: тип. Губ. правл., 1895

В 1763 году, в начале нового царствования, Императрица Всероссийская Екатерина II поручила майору лейб-гвардии Измайловского полка Евдокиму Щербинину возглавить «Комиссию о Слободских полках» с целью изучения причин «неблагополучия» на этих землях для их устранения.
Она расследовала многочисленные жалобы населения на действия полковой старшины слобожанских полков (поскольку территория была «полувольная», полковники и сотники действительно себе весьма много позволяли). Были выявлены факты захвата старшиной общественных и полковых земель, крупное казнокрадство (государственных денег), присваивание денег общественных, продажа воинских и выборных должностей за деньги, нарушение делопроизводства и другие факты. Согласно докладу Комиссии Екатерина Вторая уверяется, что на Слобожанщине нет гражданской власти, и принимает решение о введении гражданского административного управления путём создания губернии (при сохранении основанной на полках структуры территории). Также в результате успешных русско-турецких войн граница значительно отодвинулась к югу от Слобожанщины, появилась новая защита от татар — Славяносербия со своими полками, и военное значение территории как барьера от татарских набегов уменьшилось. И поэтому также во вновь создаваемой губернии было введено гражданское управление.
Итогом стал манифест Екатерины ІІ от 28 июля 1765 года «Об учреждении в Слободских полках приличного гражданского устройства и о пребывании канцелярии губернской и провинциальной», согласно которому основывалась Слободско-Украинская губерния с пятью провинциями на месте полков и административным центром в Харькове. Евдоким Щербинин стал губернатором новой губернии.
Согласно тому же манифесту принимается решение о преобразовании слободских полков в регулярные гусарские.
До того полки содержались «на местах», населением. Служившие до 1765 года в полку зачастую на свои деньги покупал лошадь и обмундирование (кроме оружия). С 1765 года полки стала содержать власть, а не местное население. Также вместо постоянных поборов старшины с местных жителей — на лошадей, амуницию, вооружение, фураж, провиант, жалование казакам и старшине, изъятие местных лошадей и волов для перевозок, и т. п. — был введён единый налог «с души», проживающей на Слобожанщине, имевший 4 градации и поступавший в казну. Самый большой налог был с привилегированных государственных войсковых обывателей (так переименовали казаков, их помощников и подпомощников), которые имели право гнать и продавать в разрешённых селениях «вино» — 90-95 копеек в год. С непривилегированных войсковых, которые вино не имели права гнать, — 80-85 копеек годовых с души. С цыган и инородцев — 70 копеек. С «владельческих подданных черкас» — 60 копеек. Дворяне, духовенство и женщины налогов не платили.
Также т. н. «казачьи подпомощники» были освобождены от батрацких работ у казаков, атаманов, есаулов, сотников и прочих лиц. Отныне вся администрация полков поступала на довольствие государства (на казённое жалование и казённый харч). Все «подпомощники», которых было очень много, ликвидировались как сословие и переводились в войсковых обывателей, как и казаки, которых было мало — что нивелировало превосходство казаков и им не нравилось.
Сохранялись льготы (не все), дарованные слобожанам Петром Первым. Самое главное — в войсковых селениях, слободах, местечках, городах (кроме нескольких) разрешалось винокурение. Также приблизительно двум третям населения губернии была разрешена соледобыча, за которой ездили на Тор. «Непривилегированные» вынуждены были покупать казённое вино либо у «привилегированных», а также казённую соль, на которую была государственная монополия. Также привилегированным разрешались другие промыслы (изготовление на продажу различных вещей, продажа продуктов и пр.) — без уплаты налогов.
Войсковые обыватели и мещане (кроме владельческих подданных и крепостных крестьян) по жребию (от которого теперь некоторые увиливали) служили в территориальных гусарских полках постоянного состава. Полковой состав в мирное время был установлен маленький — 1000 человек на полк, но зачастую превышался, иногда значительно. Остальные войсковые обыватели призывного возраста, не прошедшие по жребию, периодически проходили учебные сборы. При начале войны полки расширялись по штату военного времени, и в её продолжении по мере надобности получали из мирной губернии в зону боевых действий пополнения из прошедших подготовку в составе маршевых эскадронов.
Казачьи воинские звания были заменены на общевойсковые кавалерийские. Полковая старшина получала русское дворянство (высшая — потомственное, низшая — личное) и все дворянские права. Полковые и сотенные формы гражданского управления были формально упразднены. Но на деле полковники и сотники имели власть на своих территориях не только военную; она была окончательно упразднена в 1780 году при реорганизации провинций и комиссарств в уезды.
Территории полковых сотен объединялись в комиссарства — при сохранении самих сотен. В центрах комиссарств были организованы: комиссарское правление, комиссарская канцелярия, местный суд. Комиссарства объединялись в провинции, которые территориально точно соответствовали полкам. Все провинции составили губернию.
В связи с преобразованием слободского казачества в «войсковых обывателей» в 1765 году территориальный Ахтырский полк был реорганизован в регулярный Ахтырский гусарский полк Императорской армии, существовавший до 1918 года, а его территория в 1765 году стала основой созданной Слободско-Украинской губернии, территориально являясь её центральной Ахтырской провинцией. Большинство служивших в полку так и осталось в нём служить.

## Перевод старшинских должностей в табель о рангах (1765)

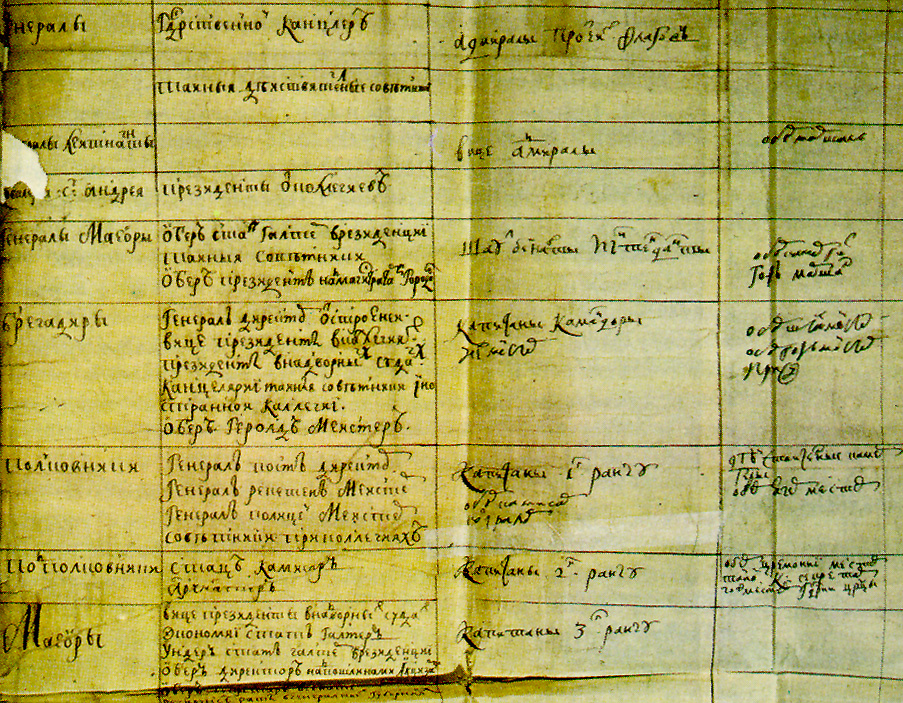
Табель о рангах

В связи с переформированием Слободских (в том числе Ахтырского слободского казачьего полка) в регулярный гусарский полк, казацкой старшине было предложено вступить на службу в формируемый полк или получить абшит (отставку). Так как армейские чины присваивались на одну-две ступени ниже, а также из-за того, что разница во власти казачьего старшины и армейского офицера не была равноценна, многие представители старшины вышли в отставку. Средний же и рядовой казачий состав, составили основу вновь формируемого полка.
Все вышедшие в отставку и продолжившие служить получили чины (военные и гражданские) согласно Табели о рангах.
| Должность (казачья старшина) | Военный чин            | Гражданский чин         | Класс                |
| ---------------------------- | ---------------------- | ----------------------- | -------------------- |
| Полковник                    | Подполковник           | Надворный советник      | VII                  |
| Обозный                      | Премьер-майор          | Коллежский асессор      | VIII                 |
| Судья                        | Секунд-майор           | Коллежский асессор      | VIII                 |
| Есаул                        | Ротмистр               | Титулярный советник     | IX                   |
| Хорунжий                     | Поручик                | Губернский секретарь    | XII                  |
| Сотник                       | Поручик                | Губернский секретарь    | XII                  |
| Старший полковой писарь      | —                      | Губернский секретарь    | XII                  |
| Младший полковой писарь      | —                      | Кабинетский регистратор | XIII                 |
| Сотенный хорунжий            | Вахмистр               | —                       | ниже табели о рангах |
| Остальные                    | Унтер-офицеры, капралы | —                       | ниже табели о рангах |

Если же представитель старшины не был участником походов, то он получал чин на ступень ниже установленной. К примеру: Полковой обозный при переводе на общеимперсую систему получал чин премьер-майора, но если он не был участником походов, то мог рассчитывать лишь на чин секунд-майора.

## Преемники
Так как полк носил дуалистический характер (военный и территориальный), то его правопреемниками можно назвать и административную единицу Российской империи Ахтырская провинция, и воинское формирование Ахтырский гусарский полк.
После упразднения Ахтырского слободского казачьего полка как территориальной единицы и реформирования его как военной единицы в регулярный полк в 1765 году его территория, как и территория других четырёх слободских казачьих полков, была объединена в Слободско-Украинскую губернию.
Из личного состава казачьего полка был набран личный состав для Ахтырского гусарского полка.